# Rodrigo Miranda
Rodrigo Andres Miranda Arellano (8 ottobre 1981) è uno sciatore nautico cileno.

## Palmarès
- Giochi sudamericani

Cochabamba 2018: oro nel salto e argento nell'overall.